# Ireen Lungu
Ireen Lungu (* 6. Oktober 1997) ist eine sambische Fußballspielerin.

## Karriere

### Klub
Zu Jahresanfang 2023 wechselte sie aus ihrer Heimat von den Green Buffaloes nach Kasachstan, um sich hier BIIK Kazygurt anzuschließen.

### Nationalmannschaft
Nach der U17, mit welcher sie an der U17-Weltmeisterschaft 2014 teilnahm, hatte sie ihre ersten bekannten Spiele in der A-Nationalmannschaft im Jahr 2018, wo sie auch gleich im Kader der Mannschaft für den Afrika-Cup 2018 stand und hier ein Tor erzielte. Anschließend qualifizierte sie sich mit ihrer Mannschaft dann auch für die Olympischen Spiele 2020. Beim Turnier selbst sammelte sie mit ihren Mitspielerinnen jedoch nur einen Punkt und schied so in der Gruppenphase schon aus.
Das nächste Turnier war dann der Afrika-Cup 2022, wo sie mit ihrer Mannschaft am Ende aber im Halbfinale ausschied. Das Spiel um Platz drei gegen Nigeria konnte man dann aber noch gewinnen. Da man es bis ins Halbfinale schaffte, qualifizierte man sich auch für die Teilnahme an der Weltmeisterschaft 2023.